# Сухоліська сільська рада
| Сухоліська сільська рада — орган місцевого самоврядування у Білоцерківському районі Київської області з адміністративним центром у с. Сухоліси. Історична дата утворення: в 1921 році. Сільській раді підпорядковані населені пункти: - с. Сухоліси - с. Чепиліївка |

## Склад ради
Рада складається з 16 депутатів та голови.

### Керівний склад ради
| ПІБ                   | Основні відомості                                                    | Дата обрання | Дата звільнення |
| --------------------- | -------------------------------------------------------------------- | ------------ | --------------- |
| Качур Віктор Іванович | Сільський голова, 1951 року народження, освіта, член народної партії | 26.03.2006   | 31.10.2010      |

Примітка: таблиця складена за даними джерела